# Jesús Villegas
Jesús Villegas, född 23 augusti 1946, är en friidrottare från Colombia. Han deltog vid olympiska sommarspelen 1976.